# HotelsCombined
HotelsCombined este un meta  motor de căutare cazare, fondat în anul 2005, cu sediul central în Sidney,  Australia.
Site-ul operează în peste 40 de limbi, afișează în peste  120 de monezi și agregă peste 2 milioane de oferte din sute de site-uri de turism și lanțuri hoteliere. Compania are peste 200 de angajați.

## Istoric
În 2005, Yury Shar, Brendon McQueen și Michael Doubinski au creat un partneneriat și au început să creeze un site hotelier atotcuprinzător, pe care utilizatorii să poată accesa cele mai bune tarife dintr-o varietare de site-uri de turism recunoscute, toate în același loc. Cei trei fondatori lucraseră înainte pentru compania HotelClub, ce face acum parte din compania internațională Orbitz.
Lucrând la început de acasă și fără niciun câștig, fondatorii HotelsCombined au lansat site-ul, fiind urmat de nouă luni de dezvoltare. Website-ul a început să-și dezvolte în mod constant o bază de consumatori organici; în curs de un an, cei trei fondatori și-au permis primul lor angajat. Astăzi, HotelsCombined se laudă cu aproape 200 de angajați în lumea întreagă și atrage peste 17 milioane de utilizatori lunar. Site-ul este disponibil acum în peste 220 de țări și în peste 40 de limbi diferite.

## Technologie
HotelsCombined este un motor de căutare hotel și comparare prețuri de cazare. Datorită parteneriatelor cu numeroase agenții de turism online și lanțuri hoteliere, HotelsCombined permite utilizatorilor să caute și să compare tarife de cazare la hotel doar printr-o singură căutare. De asemenea, pune la dispoziție și un rezumat al agregatului de recenzii și evaluări de hotel preluate din site-uri externe.

## Program de afiliere
Programul de afiliere HotelsCombined permite companiilor să câștige venituri oferind serviciul de comparare prețuri de cazare la hotel pe website-ul lor. Conținutul este disponibil în 40 de limbi, iar interfața poate fi personalizată integral pentru a permite companiilor să-și păstreze brandul.
În aprilie 2012, HotelsCombined a încheiat un parteneriat cu compania aeriană low-cost  Ryanair pentru a-i susține serviciul de comparare tarife  de cazare la hotel, RyanairHotels.com. HotelsCombined susține de asemenea serviciul de căutare hotel pentru momondo și Skyscanner, situri de comparare zboruri, cât și eHotel360, Travelsupermarket (ce aparține de Moneysupermarket), și multe alte companii din Europa, Orientul Mijlociu și alte părți ale lumii.

## Premii
În anul 2010, HotelsCombined a primit premiul TRAVELtech pentru “Cel mai bun website al anului”[ și a fost finalist în Telstra 2010 Business Awards. În același an, a venit pe locul 9 în Deloitte Technology Fast 500 Asia Pacific Ranking, a fost numit “website-ul Săptămânii” de Daily Mail, și a fost declarat unul dintre primele 10 website-uri de călătorie de către autorul de ghiduri, Arthur Frommer (din Frommers.com). În anul 2011 HotelsCombined a mai fost încă o dată numit una dintre cele mai bine evaluate afaceri australiene în Deloitte’s Technology Fast 50 Program. De asemenea, în 2011, revista britanică “The Independent” a numit HotelsCombined unul dintre cele mai bune website-uri de economisit bani, în timp ce Pauline Frommer l-a numit “o resursă nemaipomenită”.
Pe 30 noiembrie 2013, la premiile anuale, World Travel Awards ce s-a desfășurat în Doha, Qatar, HotelsCombined a fost numit cel mai bun website de comparare prețuri hoteliere din lume.

## Media
Rapoartele de tendință de preț hotel ale companiei, care arată tendințele de prețuri de hotel agregate din site-uri de călătorie importante și lanțuri hoteliere, au fost publicate peste tot în lume, incluzând L.A.Times, The Gulf Daily News și The Australian.